# Kryry
Pour l’article homonyme, voir Kryry (Pologne).
Kryry (en allemand : Kriegern) est une ville du district de Louny, dans la région d'Ústí nad Labem, en Tchéquie. Sa population s'élevait à 2 369 habitants en 2023.

## Géographie
Kryry est arrosée par la Blšanka et se trouve à 7 km au sud-sud-est de Podbořany, à 34 km au sud-ouest de Louny, à 71 km au sud-ouest d'Ústí nad Labem et à 74 km à l'ouest-nord-ouest de Prague.

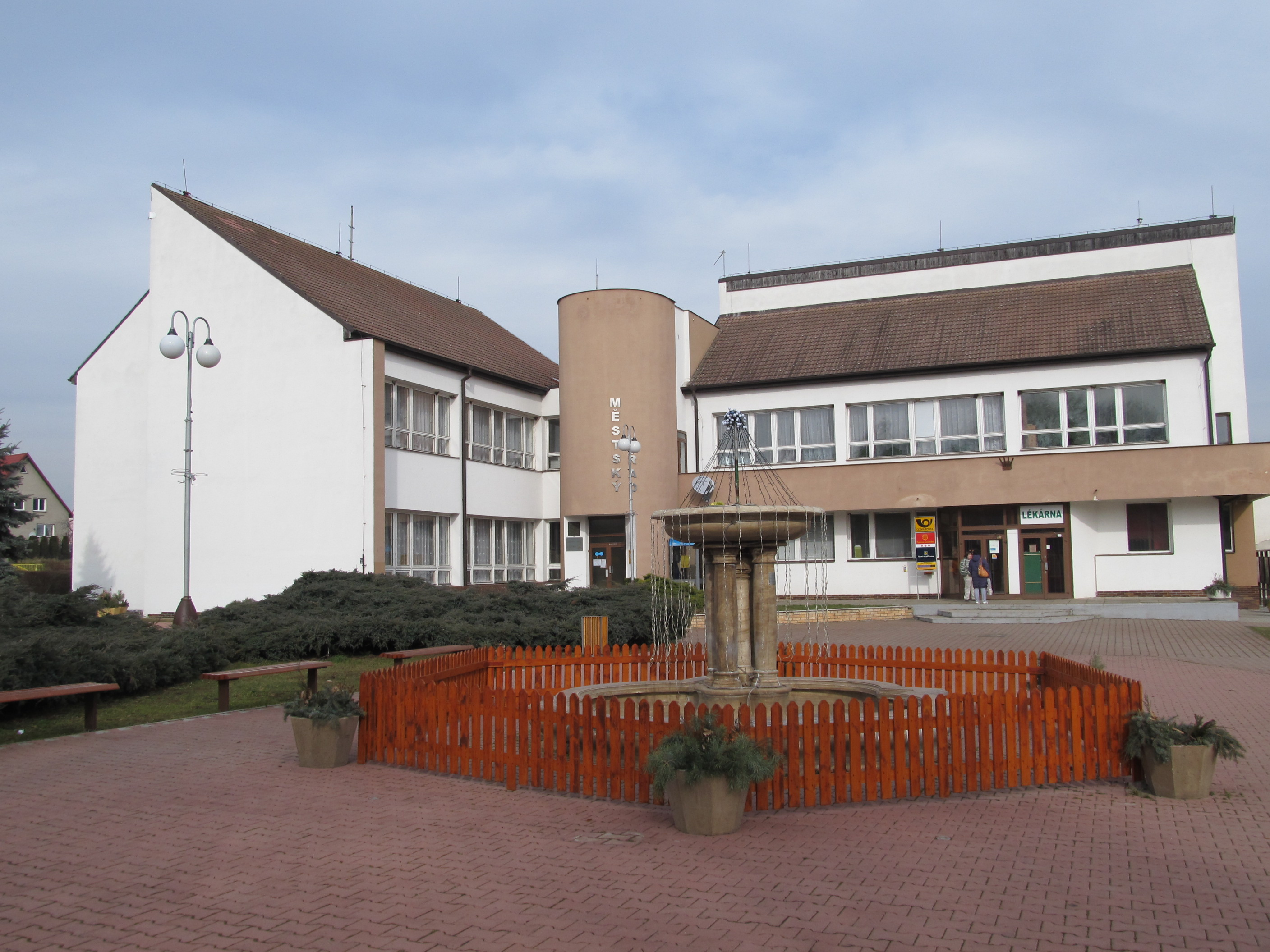
Kryry : hôtel de ville.
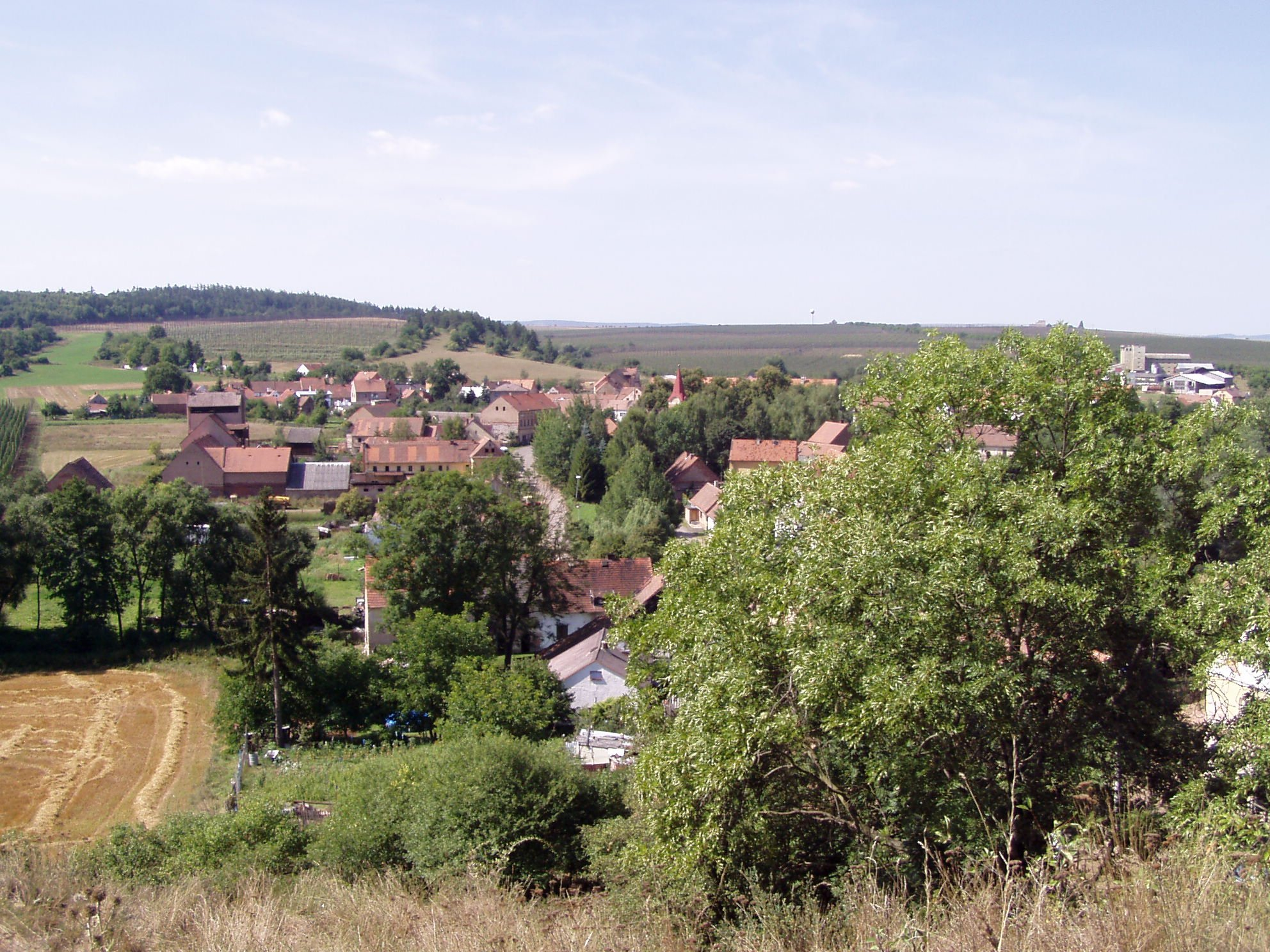
Hameau de Běsno.

La commune est limitée par Očihov et Blšany au nord, par Hořovičky et Kolešov à l'est, par Petrohrad au sud, et par Vroutek à l'ouest. Le quartier de Stebno est séparé du reste de la commune par Petrohrad ; il est limité par Vroutek au nord, par Petrohrad à l'est, par Krty au sud et par Blatno à l'ouest.

## Histoire
La première mention historique de la localité date de 1320. Elle a le statut de ville depuis 2007.

## Patrimoine
Patrimoine religieux

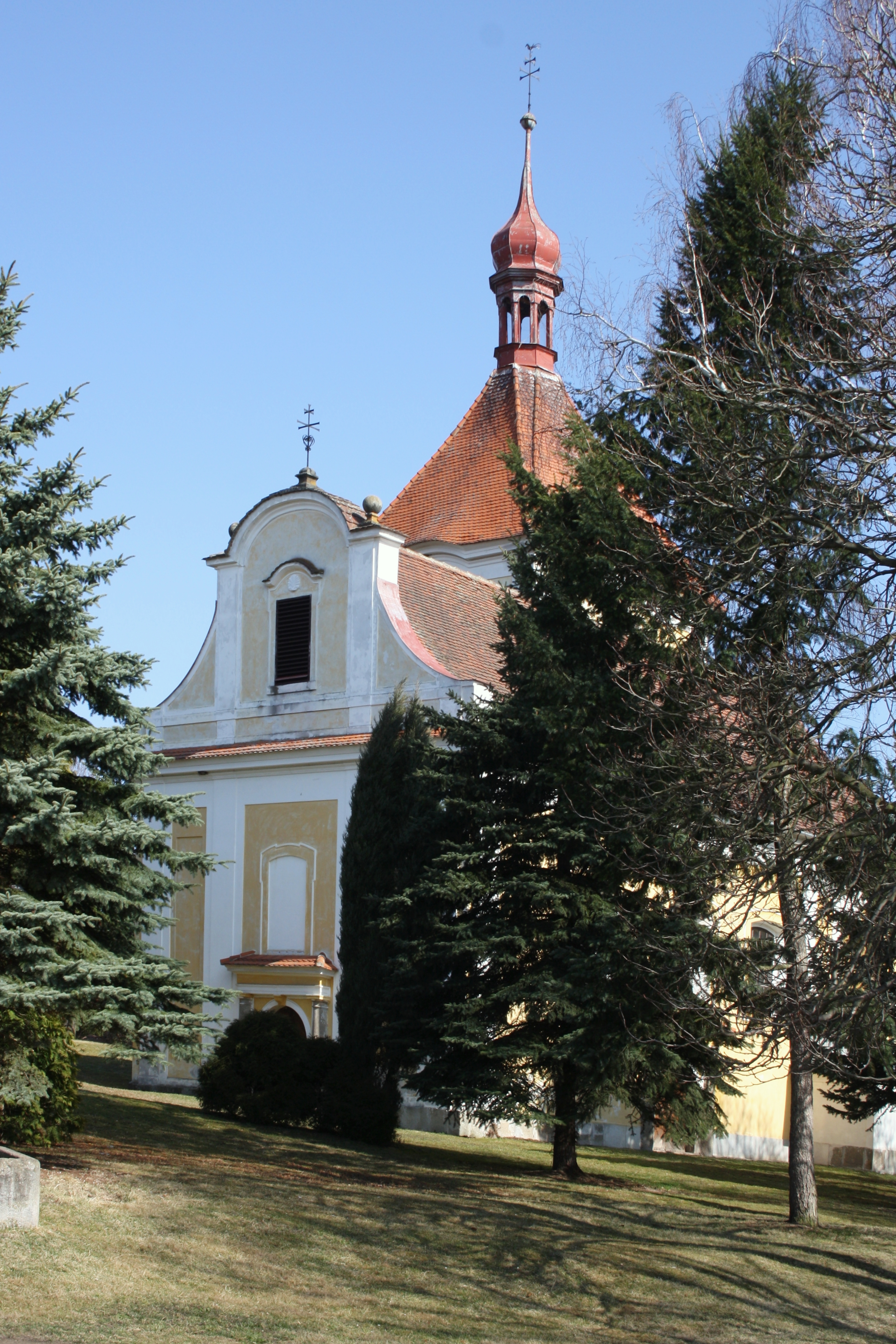
Stebno : église Saint-Jean-Baptiste.
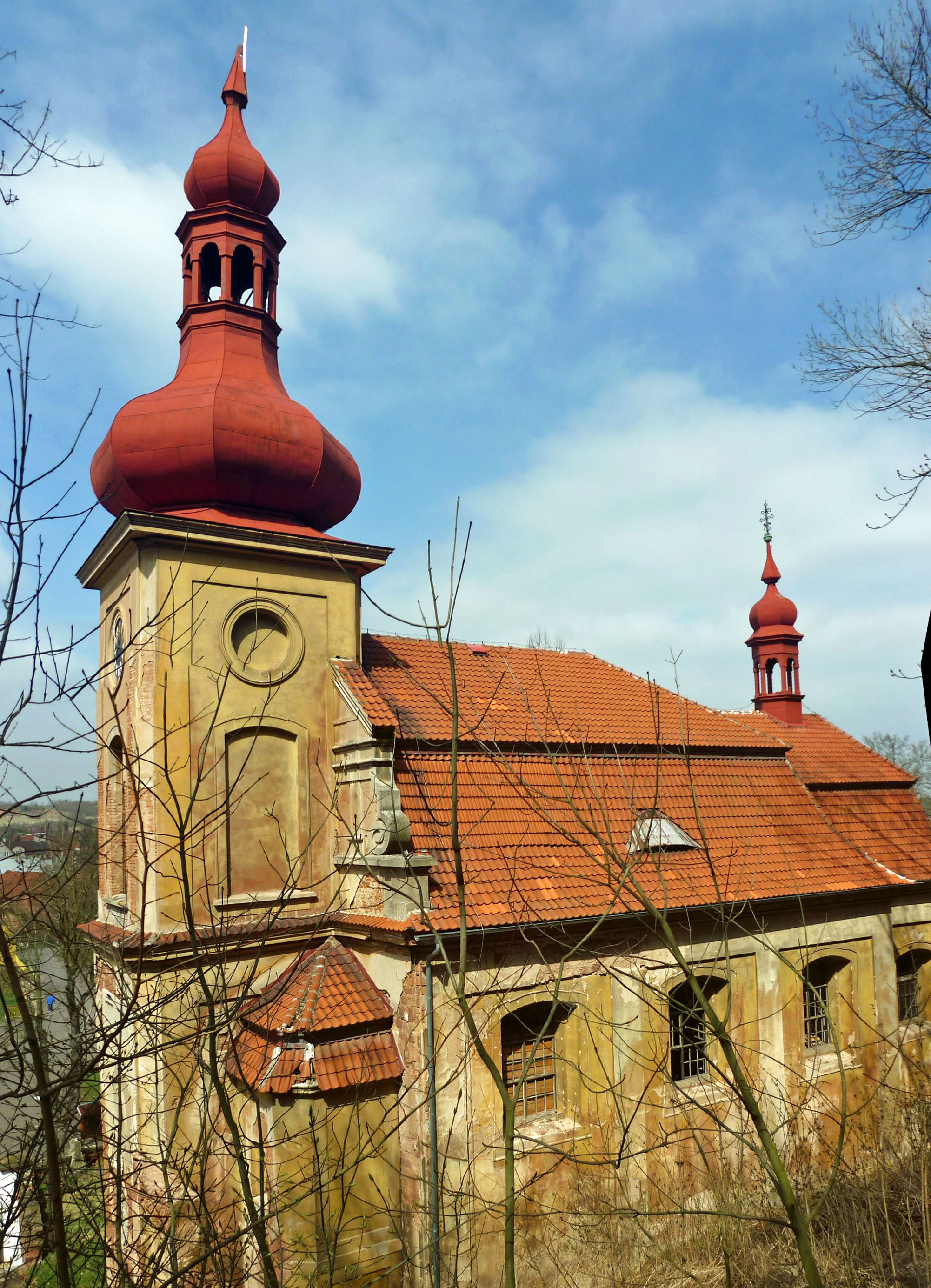
Kryry : église de la Nativité.
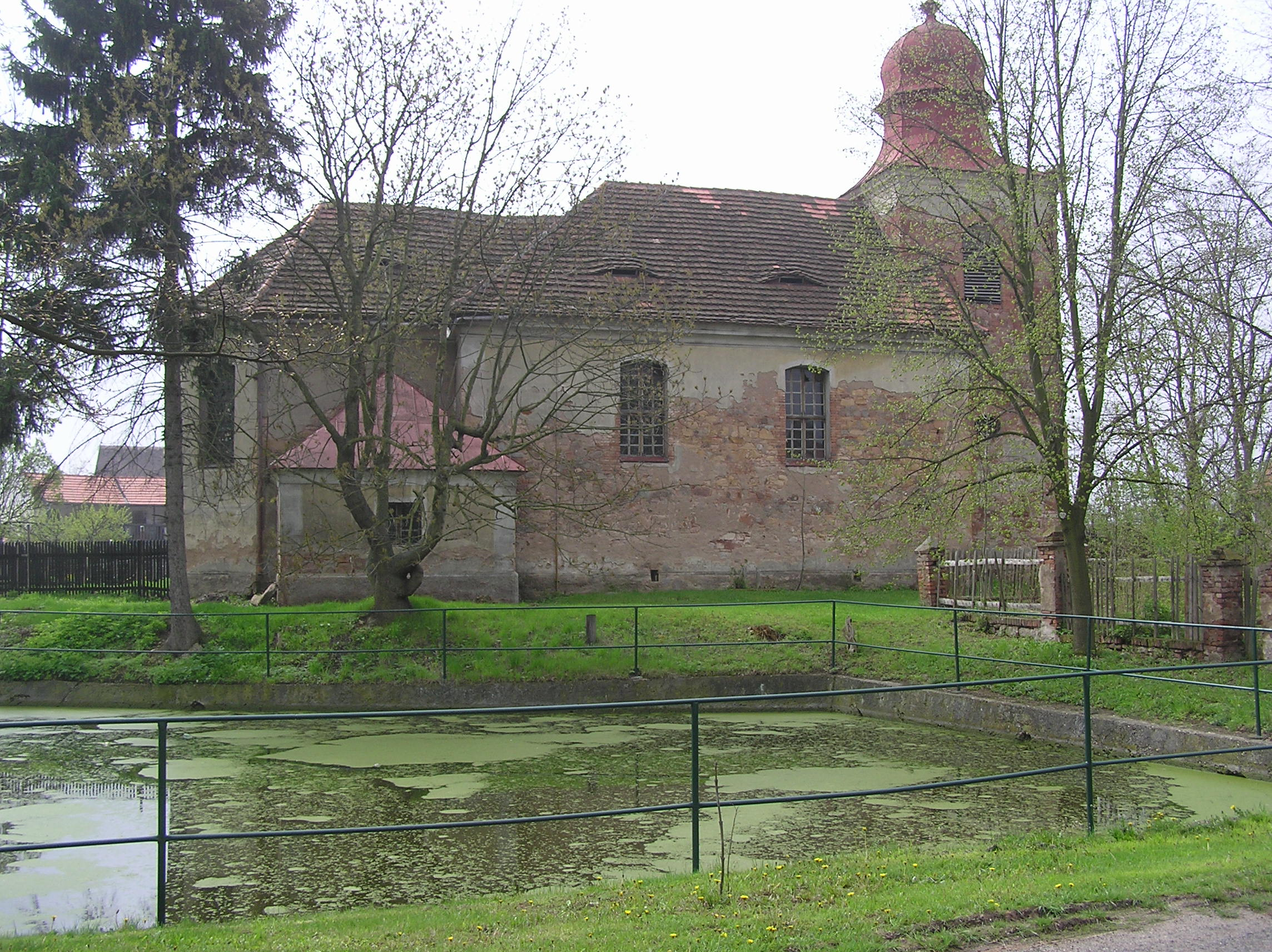
Strojetice : église de l'Assomption.

## Administration
La commune se compose de quatre sections :
- Kryry
- Běsno
- Stebno
- Strojetice

## Transports
Par la route, Kryry se trouve à 9 km de Podbořany, à 45 km de Louny, à 82 km de Prague et à 89 km d'Ústí nad Labem .